# 康帕涅莱吉讷
康帕涅莱吉讷（法語：Campagne-lès-Guines，法語發音：[kɑ̃paɲ lɛ ɡin]，意为“吉讷附近的康帕涅”）是法国上法蘭西大區加来海峡省的一个市镇，属于加来区。

## 地理
康帕涅莱吉讷（50°50'24"N, 1°54'14"E）面积5.72 平方千米，位于法国上法蘭西大區加来海峡省，该省份为法国北部沿海省份，西北濒北海，南至索姆省，东临北部省。
与康帕涅莱吉讷接壤的市镇（或旧市镇、城区）包括：昂德尔、罗德兰冈、巴兰冈、布克欧、吉讷。

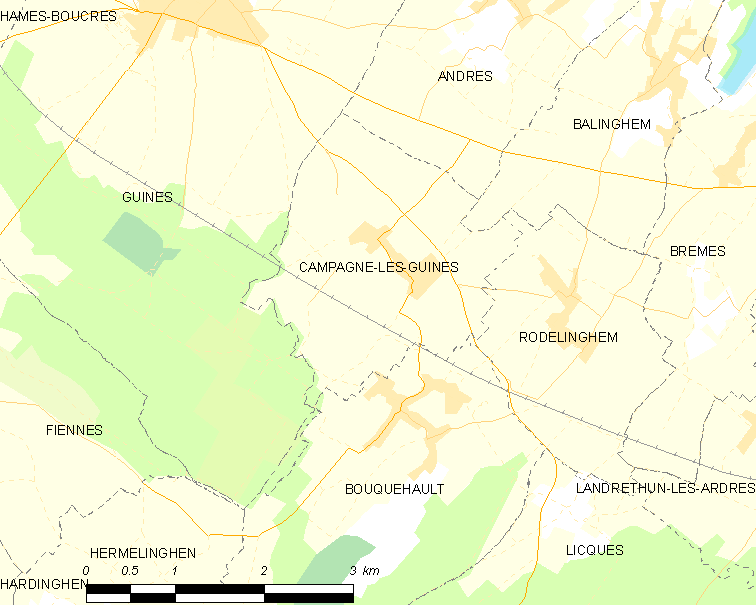
康帕涅莱吉讷的OSM定位图

康帕涅莱吉讷的时区为UTC+01:00、UTC+02:00（夏令时）。

## 行政
康帕涅莱吉讷的邮政编码为62340，INSEE市镇编码为62203。

## 政治
康帕涅莱吉讷所属的省级选区为加来第二县。

## 人口

1962-2008年间康帕涅莱吉讷人口变化图示

康帕涅莱吉讷于2022年1月1日时的人口数量为414人。